# Wheeler (Teksas)
Wheeler – miasto w Stanach Zjednoczonych, w stanie Teksas, siedziba administracyjna hrabstwa Wheeler.